# Никола Иванов (полковник, р. 1858)
Вижте пояснителната страница за други личности с името Никола Иванов.
Никола Христов Иванов (някъде се среща като Христозов) е български военен деец, полковник, командир на 9-а рота от 3-ти пехотен бдински полк по време на Сръбско-българската война (1885) и на 3-та бригада от 5-а пехотна дунавска дивизия по време на Балканската война (1912 – 1913).

## Биография
Никола Иванов е роден на 14 април 1858 година в Свищов. Постъпва на военна служба на 21 април 1979 година. През 1882 година завършва в четвърти випуск на Военното училище в София и на 30 август е произведен в чин подпоручик. Служи в 15-а пехотна дружина, 3-ти пехотен бдински полк и 3-ти резервен полк.
По време на Сръбско-българската война (1885) поручик Иванов командва 9-а рота от 3-ти полк, с която взема участие в Сражението при сливнишката позиция (5 – 7 ноември) и в Пиротското сражение (14 ноември). За проявената смелост е награден с военен орден „За храброст“ IV степен.
През 1891 година като капитан от 1-ви пехотен софийски полк е командирован да следва финансови науки в Свободното училище за политически и икономически науки в Париж, Франция, а през 1892 е приведен в Академията на ГЩ в Торино, Италия, която завършва през 1894 година.
На 8 юни 1905 година е назначен за командир на 18-и пехотен етърски полк, на която длъжност е до 19 септември 1912 година.
През Балканската война (1912 – 1913) полковник Иванов командва 3-та бригада от 5-а пехотна дунавска дивизия, с която участва в Лозенградската и Люлебургаско-Бунархисарската операции. В началото на 1914 година е уволнен от служба.
Полковник Никола Иванов умира на 13 февруари 1914 година в Свищов.

## Военни звания
- Подпоручик (30 август 1882)
- Поручик (30 август 1885)
- Капитан (1887)
- Майор (1893)
- Подполковник (1901)
- Полковник (18 май 1905)

## Награди
- Военен орден „За храброст“ IV степен (1885)
- Народен орден „За заслуга“ (1888)
- Княжеский орден „Св. Александър“ V степен (1896)
- Народен орден „За военна заслуга“ IV степен (1903)
- Знак „За 20 години отлична служба“ (1903)
- Княжеский орден „Св. Александър“ IV степен (1900)
- Възпоменателен кръст „За независимостта на България 1908 година“ (1909)
- Военен орден „За храброст“ (1913)